# Bệnh viện dã chiến thu dung
Tại Việt Nam, bệnh viện dã chiến thu dung là cơ sở tổ chức tiếp nhận và bố trí nơi ăn ở cho các bệnh nhân mắc COVID-19 để khám và điều trị.

## Từ nguyên
Theo Từ điển Bách khoa Quân sự Việt Nam (Trung tâm Từ điển Bách khoa quân sự Bộ Quốc phòng, NXB Quân Đội Nhân Dân, 1996): "Thu dung, toàn bộ các biện pháp đón nhận thương binh, bệnh binh, quân nhân lạc ngũ, rớt lại sau đội hình hành quân. (...) Các đội, trạm thu dung giúp đỡ những người được thu dung về y tế, vật chất, đưa trả họ về đơn vị hoặc đưa đến bệnh viện gần nhất" (trang 756). Thu dung (收容) với nghĩa "thu nhận" và "dung nạp" xuất hiện trong từ điển Hán Việt tự điển giản yếu (1932) của Đào Duy Anh; còn nghĩa "tiếp nhận" và "cho ở" xuất hiện trong Từ điển tiếng Việt (1988) do Hoàng Phê chủ biên.

## Chiến lược "tháp ba tầng"
Chiến lược "tháp 3 tầng" dựa trên phân loại độ nặng của bệnh mà người mắc COVID-19 sẽ được thu dung, điều trị bởi các bệnh viện thuộc các "tầng" tương ứng với tầng 1 chuyên thu dung điều trị COVID-19 nhẹ hoặc không có triệu chứng, tầng 2 là các bệnh viện được chuyển đổi công năng chuyên tiếp nhận điều trị COVID-19 có triệu chứng và tầng 3 là các bệnh viện chuyên hồi sức chuyên sâu đối với các trường hợp COVID-19 nặng và nguy kịch.
Tầng thứ nhất có nhiệm vụ tiếp nhận những ca dương tính không có triệu chứng hoặc có triệu chứng nhẹ, tùy theo mức độ lâm sàng hướng dẫn của Bộ Y tế. Tất cả bệnh nhân ở đây đều có bệnh án, được theo dõi y tế như ở bệnh viện: Được xét nghiệm, chụp X-quang để theo dõi tình trạng phổi, cùng với các hỗ trợ về mặt sức khỏe để bệnh nhân nhanh hồi phục và giảm nguy cơ diễn biến nặng. Tầng thứ hai là các bệnh viện dã chiến được chuyển đổi từ các trung tâm y tế huyện và các bệnh viện chuyên khoa trên địa bàn tỉnh, điều trị những ca có triệu chứng. Tầng thứ ba, là cơ sở điều trị bệnh nhân nặng.
Chiến lược này đã được áp dụng tại Bắc Giang, Thành phố Hồ Chí Minh.

## Vấn đề pháp lý
Cho đến tháng 7 năm 2021, hình thức tổ chức "cơ sở thu dung, điều trị ban đầu COVID-19" chưa được quy định tại nghị định 109/2016/NĐ-CP của Chính phủ về cấp chứng chỉ hành nghề đối với người hành nghề và cấp giấy phép hoạt động đối với cơ sở khám bệnh, chữa bệnh và nghị định 155/2016/NĐ-CP sửa đổi, bổ sung quy định liên quan đến điều kiện đầu tư kinh doanh thuộc phạm vi quản lý nhà nước của Bộ Y tế, vì vậy không có đủ cơ sở pháp lý để cấp giấy phép hoạt động cho cơ sở theo quy định của Luật khám bệnh, chữa bệnh.